# Curtefranca rosso Vigna
Il Curtefranca rosso Vigna è un vino DOC la cui produzione è consentita nella provincia di Brescia.
Curtefranca è la denominazione che dal 2008 ha preso il posto di Terre di Franciacorta. Curtefranca Rosso Vigna è la sottodenominazione di Curtefranca rosso che può portare in etichetta la menzione "vigna" seguita dal relativo toponimo e si caratterizza per una maggior complessità, qualità e tipicità della microzona di provenienza.

## Caratteristiche organolettiche
- colore: rosso vivo con riflessi rubino brillanti.
- odore: fruttato caratteristico, eventualmente erbaceo.
- sapore: di medio corpo, asciutto, vinoso, armonico.

## Abbinamenti consigliati
Spiedo bresciano

## Produzione
Provincia, stagione, volume in ettolitri
- nessun dato disponibile